# アンドレアス・ウムランド
アンドレアス・ウムランド（Andreas Umland、1967年、ドイツ民主共和国、イェーナ生まれ）ウクライナとロシアの現代歴史や政体変化を対象とする政治学者である。

## 人物
ソビエト後の極右、地方自治体の分散化、ヨーロッパのファシズム、共産主義後の高等教育、東ヨーロッパの地政学、ウクライナとロシアのナショナリズム、ドンバスとクリミアの紛争、および欧州連合の近隣地域と拡大政策について研究出版している。キーウのウクライナ未来研究所の上級専門家であり、ストックホルムのスウェーデン国際問題研究所の研究員でもある。キーウに住んでいて、キーウ・モヒーラ・アカデミー国立大学で政治の准教授として教えている。2005年から2014年にかけて、キーウ・モヒーラ・アカデミー国立大学とフリードリヒ・シラー大学イェーナが共同で運営するドイツとヨーロッパの研究における新しい修士プログラムの作成に関与した。

### 来歴
1967年に東ドイツのテューリンゲン州イエナ市で生まれたウムランドは、1981年から1985年にかけて、マークブランデンブルクのヴィーゼンブルクにあるロシア教師研究準備のためのエーリッヒヴァイナート特別高校（Spezialoberschule zur Vorbereitung auf das Russischlehrerstudium、EWOS）で教育を受けた。 1989-1990年にライプツィヒのカールマルクス大学（国家認定翻訳者/StaatlichgeprüfterÜbersetzer）、1990-1992年と1994-1995年にベルリン自由大学（オックスフォード大学、政治学/Diplom-Politologe）1992-1994年にオックスフォード大学（セント・クロス・カレッジ、ロシアおよび東ヨーロッパ研究の哲学修士M.Phil）、1996-1997年にスタンフォード大学（政治学の修士AM）でロシア語、ジャーナリズム、歴史、政治を学んだ。フリードリヒ・エーベルト財団、外務・英連邦省およびドイツ学術交流会およびドイツアカデミック奨学基金（ERP-Stipendienprogramm der Studienstiftung des Deutschen Volkes）からの奨学金を受けていた。
1999年に、ベルリン自由大学（フリードリッヒマイネッケ研究所）で歴史学の博士（哲学博士）の学位を受け取り、ロシアの政治におけるウラジミール・ジリノフスキーの台頭に関する論文（ベルリン自由大学のNaFöG奨学金）。2008年には、ケンブリッジ大学（トリニティ・カレッジ/社会政治学部）で政治学の博士号（哲学博士）を取得し、ソビエト後のロシアの「非市民社会」に関する論文を発表した（Kurt Hahn Trust奨学金）。
1997年から1999年にかけてスタンフォード大学フーバー戦争革命平和研究所の北大西洋条約機構フェローであり、2001年から2002年にかけてハーバード大学ウェザーヘッド国際情勢センターとデイビスロシア研究センターのティッセンフェローだった。1999年から2001年にかけてエカテリンブルクのマクシム・ゴーリキー記念ウラル州立大学の国際関係学部で市民教育プロジェクトおよびボッシュ財団客員講師として、2002年から2003にかけてキーウ・モヒーラ・アカデミー国立大学の政治学部で教鞭を執った。 2004年1月から12月にかけて、オックスフォード大学でロシアおよび東ヨーロッパ研究の臨時講師を務め、セント・アントニーズ・カレッジ・オックスフォードのフェローを務めた。2005年から2008年にかけてキエフシェフチェンコ記念国立大学の国際関係研究所でドイツ学術交流会（DAAD）の講師を務め、2010年から2014年にかけてキーウ・モヒーラ・アカデミー国立大学の政治学部を務めた。2008年から2010年にかけて、バイエルン州のアイヒシュテットインゴルシュタット・カトリック大学（The Catholic University of Eichstätt-Ingolstadt）の歴史社会学部で現代東ヨーロッパ史の上級講師（Akademischer Rat）を務め、2019年から2021年にはイエナのフリードリッヒシラー大学の政治学研究所のポストソビエト問題の非常勤教授（Lehrbeauftragter）を務めました。 
2014年に、キーウのユーロ大西洋協力研究所（ウクライナ：IEAS）のシニアフェローになり、2019年には、プラハの国際関係研究所（チェコ語：UMV）のヨーロッパ政治センターの非居住者フェローになり 、2020年には、キーウのウクライナ未来研究所（Ukr。：UIM）のヨーロッパ、地域、ロシア研究プログラムの上級専門家、およびスウェーデン研究所のロシアとユーラシアの国際問題のプログラム（スウェーデン：UI）の研究員。 

## 会員の地位
- ープラハのロシア研究のボリス・ネムツォフ学術センターの理事会[9]
- ーCOMFASの理事会ブダペストの比較ファシスト研究の国際協会[10]
- ー英国サマセットにある非政府組織「Rights in Russia」の諮問委員会
- ーカウナスのアンドレイ・サハロフ民主開発研究センターの諮問委員会[11]
- ーベルリンのドイツ・ウクライナプラットフォーム「キーウ対話」（Kyiv Dialogue）の友
- ーKomRexイエナの右翼過激主義研究、民主主義教育および社会統合のセンター[12]
- ーモスクワのヴァルダイ・ディスカッション・クラブ（Valdai Discussion Club）[13]

## 編集者
ウムランドは、学術書シリーズ「ソビエトおよびポストソビエトの政治と社会」（2004年に推定）の創設者および総編集者であり、シュトゥットガルト/ハノーバーのibidem-Verlag著に出版されColumbia University Pressに配布された本シリーズ「ウクライナの声」（2019年に推定）の創設者および総編集者でもある。2008年以来、バイエルンを拠点とするロシアのウェッブジャーナル「Форум новейшей восточноевропейской истории и культуры」（現代東ヨーロッパの歴史と文化のためのフォーラム）の共同編集者である。
「極右の探検」シリーズ、シュトゥットガルト/ハノーバーのibidem-Verlag著に出版された「ソビエトおよびポストソビエトの政治と社会」のジャーナルおよび“Forum für osteuropäische Ideen- und Zeitgeschichte“（東ヨーロッパのアイデアと現代史のフォーラム）、「ファシズム：比較ファシスト研究」ジャーナル（Brill Publishers, Leiden, と NIOD, Amsterdam）、CEU政治学ジャーナル（中央ヨーロッパ大学、ブダペスト）、イデオロギーと政治ジャーナル（Foundation for Good Politics, キーウ）などの編集委員である。